# Brian Cookson

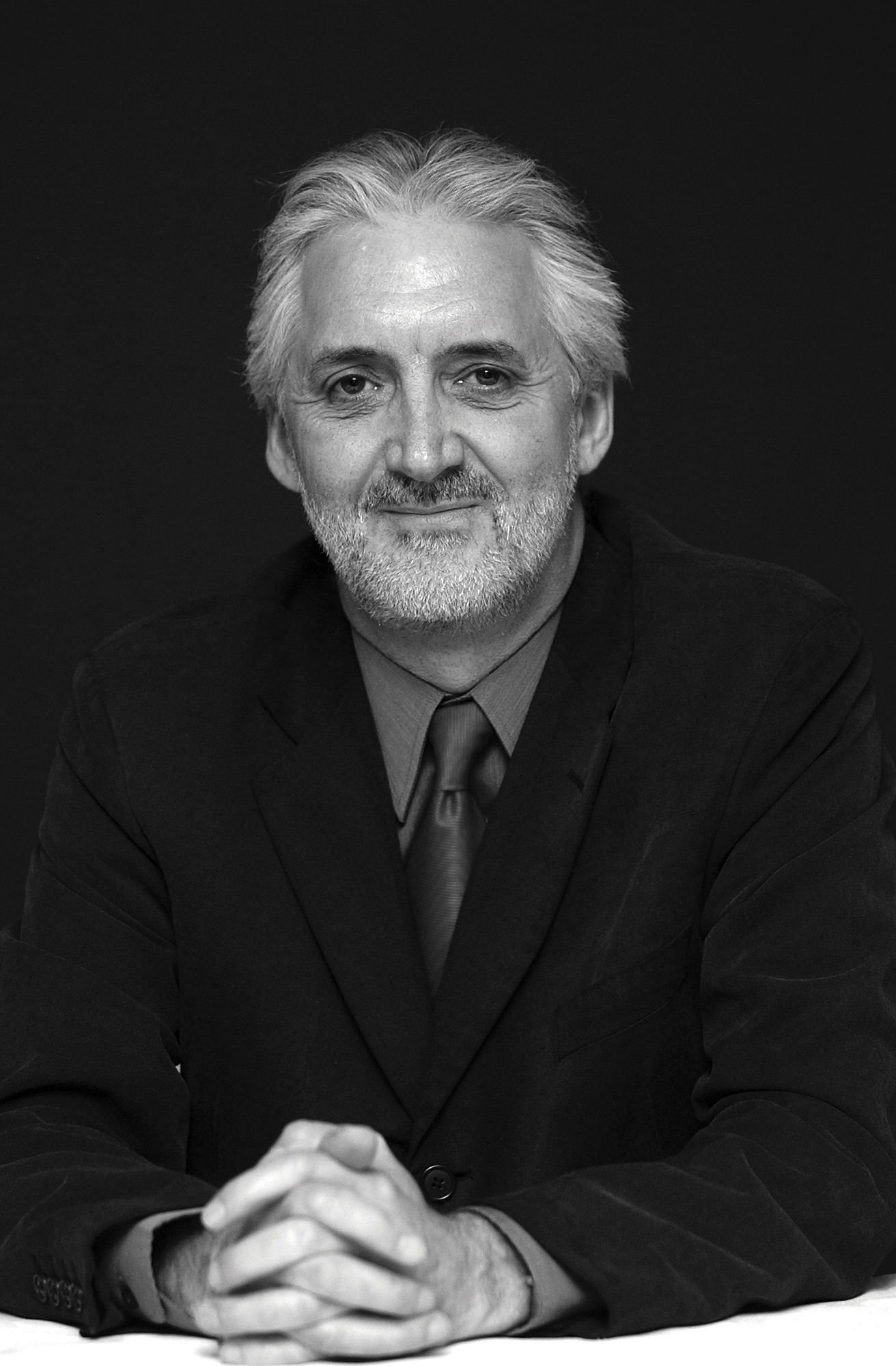
Brian Cookson (2013)

Michael Brian Cookson (OBE; * 22. Juni 1951 in Preston, Lancashire) ist ein britischer Sportfunktionär. Von September 2013 bis September 2017 war er Präsident des Weltradsportverbandes Union Cycliste Internationale (UCI); zuvor war er von 1996 bis 2013 Präsident des britischen Radsportverbandes British Cycling.

## Laufbahn als Funktionär
Seit 1969 war Brian Cookson an der Organisation von Radrennen beteiligt. Von 1981 bis 1985 war er Ligasekretär für Straßenrennen, von 1984 bis 1987 Liga-Vizepräsident und von 1993 bis 1997 Liga-Präsident. Von 1984 bis 1993 war er in verschiedenen Gremien der British Cycling Federation, des Vorgängerverbandes von British Cycling, aktiv. Seit 1996 ist er Präsident des Verbandes. Unter seiner Präsidentschaft gelang es, die Finanzen des nahezu insolventen Verbandes zu konsolidieren. Seit 1996 ist er ebenfalls Vertreter des Radsports in der British Olympic Association.
1986 qualifizierte sich Cookson als UCI-Kommissär und war bei vielen großen Rennen als Wettkampfrichter aktiv, darunter bei der Tour de France, dem Milk Race, der Internationalen Friedensfahrt sowie bei Etappenrennen in Australien, Südafrika, Deutschland, Spanien und Frankreich. Außerdem war er bei mehreren Radsport-Weltmeisterschaften und den Olympischen Spielen 1992 in Barcelona tätig.
2009 wurde Brian Cookson in das Management Committee des Weltradsportverbandes UCI gewählt, war von 2009 bis 2011 Präsident der Kommission für Querfeldeinrennen und ist seit 2011 Präsident der Straßenradsport-Kommission. Zudem ist er Mitglied im Vorstand der Britischen Olympischen Gesellschaft.
Als Präsident der UCI-Straßenradsport-Kommission wurde Cookson von der britischen Fahrerin, Weltmeisterin und Olympiasiegerin Nicole Cooke bei ihrem Rücktritt im Januar 2013 kritisiert. Die Kommission habe es unter Cooksons Leitung abgelehnt, ein Mindestgehalt für weibliche Radrennfahrer wie bei den männlichen Sportlern festzulegen. Auch andere Fahrerinnen bemängelten Cooksons fehlendes Engagement für den Frauenradsport auf der Straße.
Am 4. Juni 2013 gab Cookson bekannt, dass er als Gegenkandidat zum bisherigen Präsidenten Pat McQuaid bei der Wahl zum Präsidenten der UCI kandidiert. Anlässlich seiner Kandidatur stellte Brian Cookson ein Manifest unter der Überschrift Restoring Trust, Leading Change online. Der Kernsatz des Manifestes lautet: „The UCI must take the steps necessary to restore cycling’s and its own credibility, in particular in relation to the public perception of cycling’s anti-doping measures and current leadership.“ (dt. „Die UCI muss Maßnahmen ergreifen, um die Glaubwürdigkeit des Radsports und des Verbandes wiederherzustellen, besonders in Bezug auf die öffentliche Wahrnehmung der Anti-Doping-Maßnahmen und der dabei führenden Rolle des Radsports.“) Die UCI stehe bei dieser Wahl an einem „Scheideweg“, so Cookson.
Die Wahl fand am 27. September 2013 im Rahmen der Straßen-Weltmeisterschaften im Florentiner Palazzo Vecchio statt. Von 42 Stimmen entfielen 24 auf Cookson, 18 auf seinen Konkurrenten McQuaid, der zur Wahl gestanden hatte, obwohl das den Regularien der UCI widersprochen hatte. McQuaid hätte von seinem irischen Heimatverband nominiert werden müssen, was dieser jedoch abgelehnt hatte. Stattdessen wurde er von Thailand, Marokko und der Schweiz nominiert, wobei der Schweizer Verband Swiss Cycling die Nominierung nach dem Stichtag wieder zurückgezogen hatte. Aus Verärgerung über diese Entscheidung war der damalige Präsident des Schweizer Verbandes, Richard Chassot, nach einem Jahr Amtszeit zurückgetreten. Nach stundenlangen juristischen Diskussionen über die Rechtmäßigkeit von McQuaids Kandidatur hatte Cookson schließlich „entnervt“ zur Wahl aufgefordert und diese für sich entschieden.
Am 21. September 2017 trat Brian Cookson ein zweites Mal zur Wahl für das Präsidentenamt der UCI an, unterlag aber in der Abstimmung mit acht zu 37 Stimmen dem Präsidenten des europäischen Verbandes UEC, David Lappartient, aus Frankreich. Cookson beklagte, dass sein Vorgänger Pat McQuaid im Vorfeld der Wahl unter den Delegierten Stimmung gegen ihn gemacht habe. Vermutet wird, dass Cooksons Niederlage mit Skandalen rund um British Cycling zusammenhängen könnte, die während seiner dortigen Präsidentschaft ihren Anfang genommen hatten.

## Cookson als Radsportler
In seiner Jugend war Brian Cookson selbst als Radsportler aktiv, auf Straße, Bahn, bei Querfeldein- und Mountainbikerennen. 1971 gewann er die Straßenmeisterschaft der Lakeland Division.
In späteren Jahren nahm Cookson als Radsportler an mehreren Radsport-Wettbewerben teil, darunter die L’Étape du Tour, ein Jedermannrennen, bei dem eine Etappe der Tour de France absolviert wird, und die Fred Whitton Challenge. 2011 befuhr er die Pyrenäen von Küste zu Küste, 2012 startete er bei den nationalen Masters-Radsportmeisterschaften.

## Ehrung
2006 erhielt Brian Cookson die höchste Auszeichnung seines Verbandes, eine goldene Plakette. 2008 wurde Brian Cookson mit dem Order of the British Empire ausgezeichnet. 2009 wurde er Ehrendoktor der University of Central Lancashire, da er sich vielfältig für diese Universität engagiert hat.

## Berufliches und Familie
1973 schloss Brian Cookson ein Studium als Landschaftsarchitekt an der Manchester Polytechnic ab und war als solcher sowie als Stadtplaner tätig. Von 2004 bis zu seiner Pensionierung im Jahre 2013 war er Beigeordneter des Pendle Borough Council.
Cookson ist verheiratet, hat drei Kinder und lebt in Lancashire.